# Elektronka
Elektrónka (tudi vákuumska cév) je elektronski element. V stekleni bučki, ki je prazna (vakuum) ali polnjena z žlahtnim plinom, so elektrode. Najmanjše število elektrod je dve: katoda in anoda. Pogosto je v rabi še tretja - krmilna mrežica.
Elektronka je bila prvi aktivni elektronski element. Z njo lahko krmilimo in ojačujemo signale.

## Zgodovina
Zgodovina elektronke sega v leto 1873, ko je Frederick Guthrie ugotovil, da je hladen in pozitivno naelektren kos kovine možno razelektriti z razbeljenim in ozemljenim prevodnikom, ne da bi se  prevodnika pri tem stikala. Poizkus je poizkušal izvesti tudi v nasprotni smeri, tako da je negativno naelektril hladen prevodnik, vročega pa pozitivno. Do razelektritve ni prišlo, zato je sklepal, da tok lahko teče le v eni smeri. Do podobnega odkritja je leta 1880 prišel tudi Thomas Edison, ko je raziskoval, zakaj ogljikova nitka v žarnicah vedno pregori na pozitivni strani. V raziskovalne namene je izdelal posebno žarnico, v kateri je bila žarilna nitka in kovinska ploščica. Med preizkusom žarnice je ugotovil, da med žarilno nitko in ploščico teče tok. To odkritje je postalo znano kot Edisonov pojav. Edison ga je patentiral, vendar odkritje ni imelo nobene vrednosti, saj ga v praksi v tistem obdobju ni bilo moč nikjer uporabiti.
Dvajset let po odkritju je John Ambrose Flaming prišel do zamisli, da bi lahko Edisonov pojav uporabil za izdelavo radijskega sprejemnika in tako je leta 1904 patentiral prvo pravo elektronko, kasneje imenovano dioda. Dve leti zatem je ameriški izumitelj Lee de Forest elektronki dodal še krmilno mrežico, s čimer je dioda postala trioda.

## Delovanje
Elektronka deluje na principu termične emisije elektronov. Ti krožijo na zunanjih oblah atomov prevodnega materiala in potrebujejo zelo malo energije, da zapustijo atom. Pri sobni temperaturi je v kovini veliko število prostih elektronov, ki se neovirano gibajo po notranjosti kovine, ne morajo pa je zapustiti ker imajo premalo energije. Z višanjem temperature pridobivajo elektroni vse večjo kinetično energijo, ko je ta dovolj visoka začnejo elektroni zapuščati kovino. Čim višja je temperatura, tem več je elektronov, ki zapustijo površino kovine. Temu pojavu pravimo termična emisija elektronov, delu, ki ga pri tem opravijo pa izstopno delo. Elektroni tvorijo na površini kovine elektronski oblak.
Ta pojav je zelo pomemben za delovanje vakumskih elementov. Omogoča da elektroni iz kovine izstopajo v prazen prosto, kjer delujejo električne sile. Elektronike imajo pod katodo žarilno nitko, ki služi za segrevanje katode (indirektno segrevanje). Kot katodo lahko uporabimo tudi samo žarilno nitko (direktno ogrevanje), vendar izmenična napetost, ki segreva nitko, povzroča neželjeno nihanje toka v elektroniki.
Vakumska dioda je sestavljena iz anode, katode in žarilne nitke, ki so vse skupaj zaprte v stekleno bučko. Iz bučke je izsesan zrak, tako da je v njej zelo malo atomov in molekul, ki bi preprečevale gibanje elektronov od katode do anode. Pri segrevanju katode, pride do termične emisije elektronov. Med anodo in elektrodo priključimo električno napetost, tako da je anoda pozitivna. S tem nastane električno polje, ki deluje na elektrone, ki so zapustili katodo, tako, da elektroni tečejo skozi vakum proti pozitivni anodi. Če napetostni vir med anodo in katodo obrnemo tok preneha teči. Vakumska dioda prevaja tok le v eno smer zato je bil to prvi  usmerniški element. Krmilna mrežica in morebitne ostale elektrode vplivajo na število elektronov, ki prispejo do anode. 
Obstaja cela množica različnih vrst elektronk. Najbolj znane elektronke so: trioda, tetroda, pentoda, tlivka, katodna cev, titratron in ignitron. Zaradi žarenja lahko elektronki v žargonu rečemo tudi žarnica.

## Uporaba
Danes je večino elektronk izpodrinila polprevodniška dioda in tranzistor. Izjema so visokofrekvečne in močnostne naprave (radarji in oddajniki). Tudi nekateri avdiofili prisegajo na Hi-Fi ojačevalnike z elektronkami zaradi manjšega nelinearnega popačenja. Tudi katodna cev oz. televizijski zaslon (predhodnik LCD) je elektronka.

## Primerjava elektronk s tranzistorji
Slabost elektronk je velika poraba energije za ogrevanje katode, velikost, kratka življenjska doba.
Prednost elektronk je neobčutljivost na sevanje visokoenergetskih delcev iz okolice (atomska bomba, sevanje iz vesolja, ...)